# Østrigs delstater
Østrigs delstater har længe haft en vis selvstændighed, som gjorde og gør dem til mere selvstændige enheder end blot administrationsdistrikter.
Fra og med grundloven fra 1920 er Østrig en føderation. Dens delstater hedder Bundesländer ("forbundslande") og har stor selvstændighed med egne lovgivende delstatsparlamenter (Landtage) og delstatsregeringer (Landesregierungen). Formanden for regeringen kaldes Landeshauptmann/-frau.

## Statistik
Indb./km² = Befolkningstæthed (Indbyggertal/km²)
| Våbenskjold               | Navn fork.         | Hovedstad                | Landeshauptmann (parti)    | Regeringsparti                                     | Befolkning (2015) | Areal (km²) | Indb./km² | Antal Byer | Antal kommuner (I alt; 2022) |
| ------------------------- | ------------------ | ------------------------ | -------------------------- | -------------------------------------------------- | ----------------- | ----------- | --------- | ---------- | ---------------------------- |
| Burgenlands våben         | Burgenland B       | Eisenstadt               | Hans Peter Doskozil (SPÖ)  | SPÖ (19) Tilsammen: 36                             | 288.229           | 3.965       | 72,7      | 13         | 171                          |
| Kärntens våben            | Kärnten K          | Klagenfurt am Wörthersee | Peter Kaiser (SPÖ)         | SPÖ (18) ÖVP (6) Tilsammen: 36                     | 557.371           | 9.536       | 58,4      | 17         | 132                          |
| Niederösterreichs våben   | Niederösterreich N | St. Pölten               | Johanna Mikl-Leitner (ÖVP) | ÖVP (29) SPÖ (13) FPÖ (8) Tilsammen: 56            | 1.636.287         | 19.178      | 85,3      | 76         | 573                          |
| Oberösterreichs våben     | Oberösterreich O   | Linz                     | Thomas Stelzer (ÖVP)       | ÖVP (21) FPÖ (18) SPÖ (11) Grüne (6) Tilsammen: 56 | 1.436.791         | 11.982      | 119,9     | 32         | 438                          |
| Delstaten Salzburgs våben | Salzburg S         | Salzburg                 | Wilfried Haslauer (ÖVP)    | SPÖ (15) Grüne (3) NEOS (3) Tilsammen: 36          | 538.258           | 7.154       | 75,2      | 11         | 119                          |
| Steiermarks våben         | Steiermark St      | Graz                     | Christopher Drexler (ÖVP)  | ÖVP (18) SPÖ (12) Tilsammen: 56                    | 1.221.014         | 16.401      | 74,4      | 35         | 286                          |
| Tyrols våben              | Tyrol T            | Innsbruck                | Anton Mattle (ÖVP)         | ÖVP (14) SPÖ (7) Tilsammen: 36                     | 728.537           | 12.648      | 57,6      | 11         | 277                          |
| Vorarlbergs våben         | Vorarlberg V       | Bregenz                  | Markus Wallner (ÖVP)       | ÖVP (16) Grüne (6) Tilsammen: 36                   | 378.490           | 2.601       | 145,5     | 5          | 96                           |
| Wiens våben               | Wien W             | ---                      | Michael Ludwig (SPÖ)       | SPÖ (46) NEOS (8) Tilsammen: 100                   | 1.794.770         | 414,87      | 4.326,1   | 1          | 1                            |

## Historie
Tekst mangler, hjælp os med at skrive teksten